# Campeonato Sudamericano Sub-17 de 1988
El III Campeonato Sudamericano Sub-17 se realizó en Ecuador, entre el 15 y el 30 de octubre del año de 1988. Este torneo entregó tres cupos a la Copa Mundial de Fútbol Sub-16 realizada el año 1989 en Escocia. Los representantes sudamericanos fueron Brasil, Argentina y Colombia. El torneo se disputó en la ciudad de Ibarra y otras ciudades.

## Equipos participantes
En el torneo participaron los diez equipos representativos de las asociaciones nacionales afiliadas a la Confederación Sudamericana de Fútbol
| Equipos participantes | Equipos participantes | Equipos participantes | Equipos participantes | Equipos participantes |
| --------------------- | --------------------- | --------------------- | --------------------- | --------------------- |
| Argentina             | Bolivia               | Brasil                | Chile                 | Colombia              |
| Ecuador               | Paraguay              | Perú                  | Uruguay               | Venezuela             |

## Sedes
| Ibarra                              | Ibarra Atuntaqui Cotacachi |
| ----------------------------------- | -------------------------- |
| Estadio Olímpico Municipal (Ibarra) | Ibarra Atuntaqui Cotacachi |
| Capacidad: 10,000                   | Ibarra Atuntaqui Cotacachi |
|                                     | Ibarra Atuntaqui Cotacachi |
| Cotacachi                           | Ibarra Atuntaqui Cotacachi |
| Estadio Olímpico Municipal          | Ibarra Atuntaqui Cotacachi |
| Capacidad: 10,000                   | Ibarra Atuntaqui Cotacachi |
| Atuntaqui                           | Ibarra Atuntaqui Cotacachi |
| Estadio Olímpico Jaime Terán        | Ibarra Atuntaqui Cotacachi |
| Capacidad: 10,000                   | Ibarra Atuntaqui Cotacachi |
|                                     | Ibarra Atuntaqui Cotacachi |

## Primera fase

### Grupo A
| Equipo    | Pts. | PJ | PG | PE | PP | GF | GC | Dif. |
| --------- | ---- | -- | -- | -- | -- | -- | -- | ---- |
| Argentina | 8    | 4  | 4  | 0  | 0  | 10 | 3  | 7    |
| Colombia  | 4    | 4  | 1  | 2  | 1  | 5  | 4  | 1    |
| Uruguay   | 3    | 4  | 1  | 1  | 2  | 5  | 6  | -1   |
| Perú      | 3    | 4  | 1  | 1  | 2  | 5  | 8  | -3   |
| Bolivia   | 2    | 4  | 0  | 2  | 2  | 4  | 8  | -4   |

| 15 de octubre de 1988 | Argentina | 3:2 | Perú | Estadio Francisco Espinoza, Cotacachi |  |

| 15 de octubre de 1988 | Colombia | 2:2 | Bolivia | Estadio Francisco Espinoza, Cotacachi |  |

| 17 de octubre de 1988, | Uruguay | 3:0 | Perú | ?, ? (?)      |  |
|                        |         |     |      | Árbitro(s): ? |  |

| 17 de octubre de 1988, | Argentina | 1:0 | Colombia | ?, ? (?)      |  |
|                        |           |     |          | Árbitro(s): ? |  |

| 19 de octubre de 1988, | Colombia | 1:1 | Perú | ?, ? (?)      |  |
|                        |          |     |      | Árbitro(s): ? |  |

| 19 de octubre de 1988, | Uruguay | 1:1 | Bolivia | ?, ? (?)      |  |
|                        |         |     |         | Árbitro(s): ? |  |

| 21 de octubre de 1988, | Argentina | 3:0 | Bolivia | ?, ? (?)      |  |
|                        |           |     |         | Árbitro(s): ? |  |

| 21 de octubre de 1988, | Colombia | 2:0 | Uruguay | ?, ? (?)      |  |
|                        |          |     |         | Árbitro(s): ? |  |

| 23 de octubre de 1988, | Perú | 2:1 | Bolivia | ?, ? (?)      |  |
|                        |      |     |         | Árbitro(s): ? |  |

| 23 de octubre de 1988, | Argentina | 3:1 | Uruguay | ?, ? (?)      |  |
|                        |           |     |         | Árbitro(s): ? |  |

### Grupo B
| Equipo    | Pts. | PJ | PG | PE | PP | GF | GC | Dif. |
| --------- | ---- | -- | -- | -- | -- | -- | -- | ---- |
| Brasil    | 8    | 4  | 4  | 0  | 0  | 10 | 1  | 9    |
| Paraguay  | 6    | 4  | 3  | 0  | 1  | 5  | 4  | 1    |
| Chile     | 4    | 4  | 2  | 0  | 2  | 8  | 5  | -3   |
| Ecuador   | 2    | 4  | 1  | 0  | 3  | 3  | 6  | -3   |
| Venezuela | 0    | 4  | 0  | 0  | 4  | 1  | 11 | -10  |

| 14 de octubre de 1988, | Brasil | 2:0 | Paraguay | ?, ? (?)      |  |
|                        |        |     |          | Árbitro(s): ? |  |

| 14 de octubre de 1988, | Ecuador | 1:0 | Venezuela | ?, ? (?)      |  |
|                        |         |     |           | Árbitro(s): ? |  |

| 16 de octubre de 1988, | Chile | 4:0 | Venezuela | ?, ? (?)      |  |
|                        |       |     |           | Árbitro(s): ? |  |

| 16 de octubre de 1988, | Paraguay | 2:1 | Ecuador | ?, ? (?)      |  |
|                        |          |     |         | Árbitro(s): ? |  |

| 18 de octubre de 1988, | Brasil | 5:1 | Venezuela | ?, ? (?)      |  |
|                        |        |     |           | Árbitro(s): ? |  |

| 18 de octubre de 1988, | Chile | 3:1 | Ecuador | ?, ? (?)      |  |
|                        |       |     |         | Árbitro(s): ? |  |

| 20 de octubre de 1988, | Brasil | 2:0 | Chile | ?, ? (?)      |  |
|                        |        |     |       | Árbitro(s): ? |  |

| 20 de octubre de 1988, | Paraguay | 1:0 | Venezuela | ?, ? (?)      |  |
|                        |          |     |           | Árbitro(s): ? |  |

| 22 de octubre de 1988, | Paraguay | 2:1 | Chile | ?, ? (?)      |  |
|                        |          |     |       | Árbitro(s): ? |  |

| 22 de octubre de 1988, | Brasil | 1:0 | Ecuador | ?, ? (?)      |  |
|                        |        |     |         | Árbitro(s): ? |  |

## Fase Final
La ronda final se disputó con el mismo sistema de juego de todos contra todos por los cuatro equipos clasificados de la primera ronda.
| Equipo    | Pts. | PJ | PG | PE | PP | GF | GC | Dif. |
| --------- | ---- | -- | -- | -- | -- | -- | -- | ---- |
| Brasil    | 5    | 3  | 2  | 1  | 0  | 4  | 0  | 4    |
| Argentina | 4    | 3  | 2  | 0  | 1  | 3  | 1  | 2    |
| Colombia  | 3    | 3  | 1  | 1  | 1  | 2  | 2  | 0    |
| Paraguay  | 0    | 3  | 0  | 0  | 3  | 1  | 7  | -6   |

| 26 de octubre de 1988, | Brasil | 0:0 | Colombia | ?, ? (?)      |  |
|                        |        |     |          | Árbitro(s): ? |  |

| 26 de octubre de 1988, | Argentina | 2:0 | Paraguay | ?, ? (?)      |  |
|                        |           |     |          | Árbitro(s): ? |  |

| 28 de octubre de 1988, | Brasil | 3:0 | Paraguay | ?, ? (?)      |  |
|                        |        |     |          | Árbitro(s): ? |  |

| 28 de octubre de 1988, | Argentina | 1:0 | Colombia | ?, ? (?)      |  |
|                        |           |     |          | Árbitro(s): ? |  |

| 30 de octubre de 1988, | Colombia | 2:1 | Paraguay | ?, ? (?)      |  |
|                        |          |     |          | Árbitro(s): ? |  |

| 30 de octubre de 1988, | Brasil | 1:0 | Argentina | ?, ? (?)      |  |
|                        |        |     |           | Árbitro(s): ? |  |

|                            |
| Bandera de Brasil          |
| Campeón Brasil 1.er título |

## Estadísticas

### Tabla general
| Pos. | Equipo    | Pts. | PJ | PG | PE | PP | GF | GC | Dif. |
| ---- | --------- | ---- | -- | -- | -- | -- | -- | -- | ---- |
| 1    | Brasil    | 13   | 7  | 6  | 1  | 0  | 14 | 1  | 13   |
| 2    | Argentina | 12   | 7  | 6  | 0  | 1  | 13 | 4  | 9    |
| 3    | Colombia  | 7    | 7  | 2  | 3  | 2  | 7  | 6  | 1    |
| 4    | Paraguay  | 6    | 7  | 3  | 0  | 4  | 6  | 11 | -5   |
| 5    | Chile     | 4    | 4  | 2  | 0  | 2  | 8  | 5  | 3    |
| 6    | Uruguay   | 3    | 4  | 1  | 1  | 2  | 5  | 6  | -1   |
| 7    | Perú      | 3    | 4  | 1  | 1  | 2  | 5  | 8  | -3   |
| 8    | Ecuador   | 2    | 4  | 1  | 0  | 3  | 3  | 6  | -3   |
| 9    | Bolivia   | 2    | 4  | 0  | 2  | 2  | 4  | 8  | -4   |
| 10   | Venezuela | 0    | 4  | 0  | 0  | 4  | 1  | 11 | -10  |

## Clasificados al Mundial Sub-16 Escocia 1989
| Brasil | Argentina | Colombia |
| ------ | --------- | -------- |